# Nieuwe Uilenburgerstraat 1
Nieuwe Uilenburgerstraat 1 te Amsterdam is een tweedelig gebouw aan de Nieuwe Uilenburgerstraat, Amsterdam-Centrum.
De straat op Uilenburg is al eeuwenoud, zo ook nog enkele gebouwen. Alhoewel de straat in de eerste helft van de 20e eeuw een grote sanering doormaakte, ontkwam een aantal gebouwen aan het begin van de oneven zijde van de straat aan de slopershamer. Het betroffen dan ook geen woningen, maar pakhuizen. Zo staat er al eeuwenlang een pakhuis op huisnummer één, eigenlijk aansluitend aan de Peperbrug. 

## Toestand tot 1914
Het gebouw heeft haar bedrijfsingang aan de Nieuwe Uilenburgerstraat. Volgens een tekening van Herman Misset uit 1912 betrof het toen een normaal grachtenpand met verhoogde beletage, twee (woon)verdiepingen en opslagzolder onder een klokgevel. Het langste deel van het gebouw ligt dan langs de Rapenburgwal (Nieuwe grachtje), Misset tekende aldaar ook laad- en losluiken. De achtergevel ligt aan de Uilenburgergracht, alwaar het meer het uiterlijk heeft van een pakhuis. Tussen twee puntdaken was de tekst "Anno Sweeden 1716" geplaatst. Misset tekende ook de naam van het in het pand gevestigde bedrijf: J.A. van Eerden & Co, Koloniale waren.

## Verbouwing

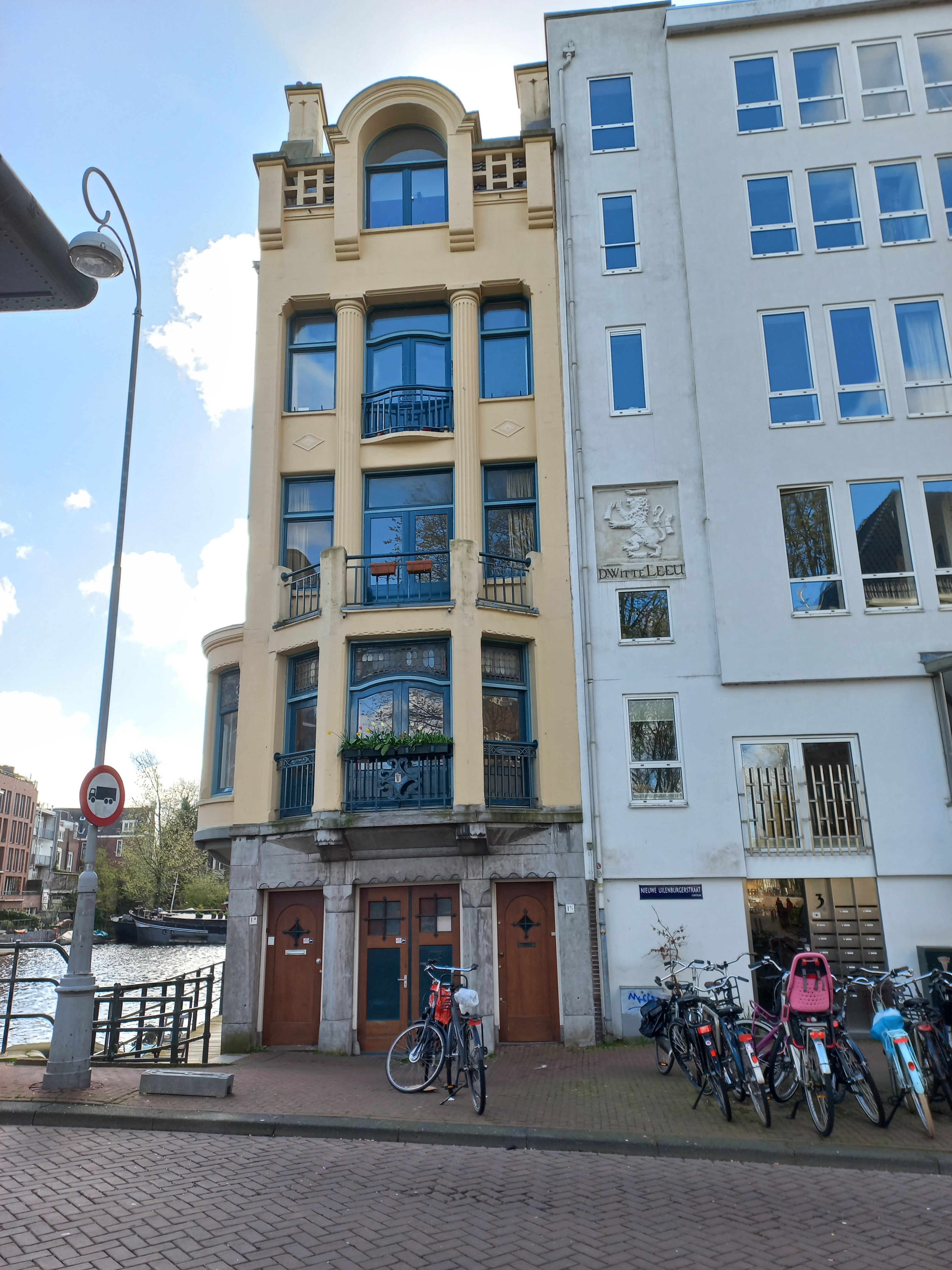
Voorgevel Nieuwe Uilenburgerstraat 1, dat geen monument is (april 2023)

Diezelfde firma schreef in maart 1914 aan de gemeente Amsterdam toestemming op in ieder geval het voorste deel te verbouwen. In plaats van een opslag wilde hij er een stalling van voertuigen (wagen remise) van maken. Die toestemming kreeg hij en het gebouw kreeg een geheel nieuwe entree aan de straatkant. Architect J.H. Werner jr. ontwierp in de art-nouveaustijl een opvallend voorgebouw met op de begane grond tussen natuursteen twee ingangen naar de woonetages en een toegang in het midden naar het achterliggende pakhuis. Dat opvallende is direct duidelijk zichtbaar in de kleurstelling; het is geheel gepleisterd in gebroken wit. Anderzijds vallen ook twee erkers op, beide in/aan de eerste woonetage. De erker in de voorgevel draagt daarbij een balkon van de tweede etage. De erker in de zijgevel heeft dat niet. De raampartijen van de tweede en derde etage worden vergezeld door halfronde ingesneden pilasters. De middelste ramen en derde verdieping (met Frans balkonnetje) hebben de voor art nouveau typerende gebogen kalven. Het geheel wordt afgesloten door een rondboogvenster op de vierde etage, die ingesloten is door consoles. De originele tekening liet ook nog een reclame-uiting op het dak zien, het is onbekend of die daadwerkelijk uitgevoerd is.
Die J.H. Werner was overigens geen officieel beëdigd architect. Hij was voornamelijk aannemer, opzichter en timmerman; destijds liepen die functies door elkaar. Hij schiep wel een gebouw dat zeker in deze omgeving opvalt.
Het pakhuis werd op 6 oktober 1970 ingeschreven in het monumentenregister met de summiere omschrijving Achter een modern bedrijfsgebouw in het water staand dubbel pakhuis. Toch ziet dat deel er ook niet meer als pakhuis uit. Het werd in diezelfde jaren zeventig verbouwd tot appartementencomplex voor jongeren. De lange gevel werd daarbij door architecten Paul de Vletter en Dirk Jan Waagmeester uit Zaanstad onderbroken door erkers boven de Rapenburgwal, een wijziging die later weer deels teniet werd gedaan.

## Afbeeldingen

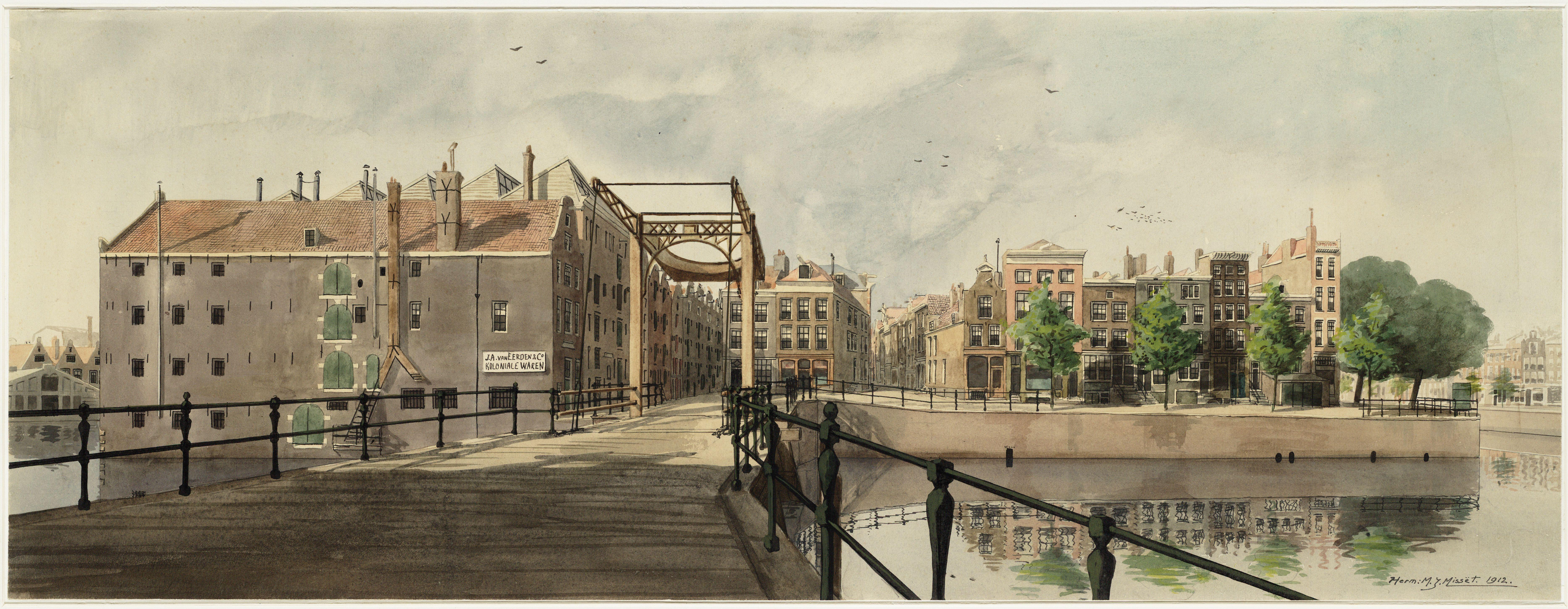
Peperbrug met Sweeden van Henri Misset (1912)

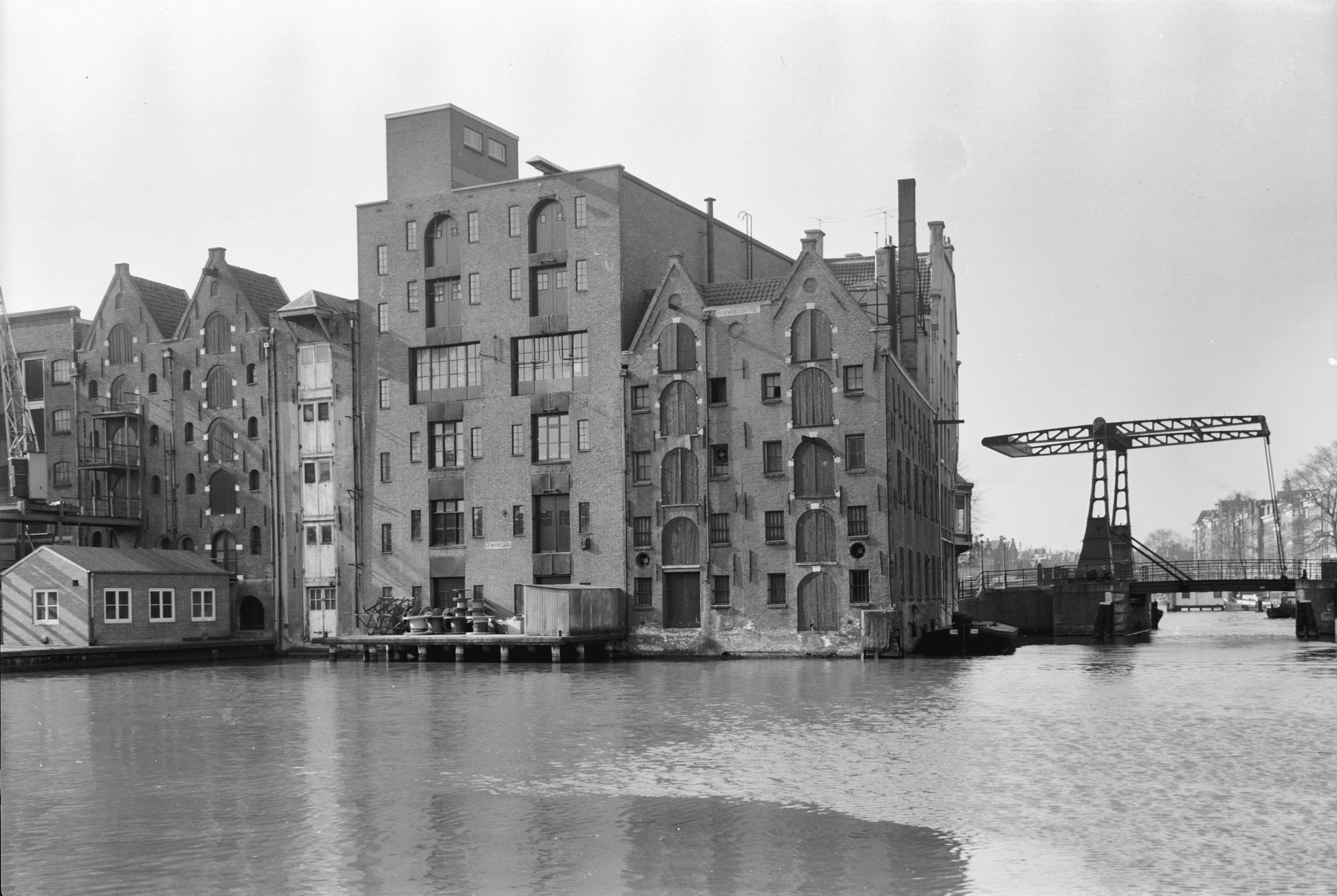
Pakhuis Sweeden op de hoek met rechts Peperbrug (1964), monumentdeel